# ジョシュア・フランコ
ジョシュア・フランコ（Joshua Franco、1995年10月27日 - ）は、アメリカ合衆国のプロボクサー。テキサス州サンアントニオ出身。元WBA世界スーパーフライ級王者。弟のジェシー・ロドリゲスは世界2階級制覇王者。

## 来歴
2015年8月6日、プロデビュー。
2018年10月4日、コスタメサのザ・ハンガーでNABF北米バンタム級王者オスカル・ネグレテと対戦し、10回1-1(96-94、94-96、95-95)の引き分けに終わり王座を獲得出来なかった。
2019年4月5日、インディオのファンタジー・スプリングス・リゾート・カジノでNABF北米バンタム級王者オスカル・ネグレテとNABF王座とWBAインターナショナル王座決定戦を兼ねてダイレクトリマッチで再戦を行い、10回2-1(92-98、96-94、97-93)の判定勝ちを収め2つの王座を獲得した。
2019年8月10日、グランドプレーリーのシアター・アット・グランドプレーリーでオスカル・ネグレテとダイレクトリマッチで3度目の対戦を行い、10回1-1(95-95、96-94、94-96)の判定で引き分けに終わるが、WBAインターナショナル王座並びにNABF王座の初防衛に成功した。
2020年6月23日、ラスベガスのMGMグランド内 ザ・バブルでWBA世界スーパーフライ級レギュラー王者アンドリュー・モロニーと対戦し、12回3-0(2者が114-113、115-113)の判定勝ちを収め王座を獲得した。この試合でフランコは7万5千ドル（約800万円）、モロニーは12万5千ドル（約1300万円）のファイトマネーを稼いだ。
2020年7月2日、アンドリュー・モロニーが試合の契約に含まれていた再戦条項を行使することを表明した。
2020年11月14日、ラスベガスのMGMグランド内 ザ・バブルでアンドリュー・モロニーとダイレクトリマッチで再戦するも、フランコの右目付近が視界が塞がるほど酷く腫れ上がったため、3回開始直後のドクターのチェック後に、レフェリーのラッセル・モラは腫れた原因はモロニーのアクシデントヘッドバットによるものとして試合を止めるが、モロニー陣営はヘッドバットではなくモロニーのパンチによるものだと抗議、このためネバダ州アスレチック・コミッションは映像での確認作業に30分ほどかけた後にレフェリーの判断を支持し無判定試合と裁定を下した。しかしモロニー陣営は試合後に改めて裁定に不服を示して提訴を示唆するが、ネバダ州アスレチック・コミッションはさらに検証を行うと、ヘッドバットの瞬間の画像や試合中にレフェリーが何度もヘッドバットを注意していたタイムラインを公開して、レフェリーの判断を支持する決定を改めて示した。
モロニーとトップランクは、この結果に不服を示し11月20日にWBAへ提訴したが、12月10日にWBAはモロニーとフランコに即時の再戦を行うよう命令した。
2021年8月14日、WBA世界スーパーフライ級4位のアンドリュー・モロニーと3戦連続で対戦し、12回判定勝ちを収め2度目の防衛に成功した。
2022年7月、ゴールデンボーイ・プロモーションズを離脱してフリーエージェントとなった。
2022年8月11日、スーパー王者のファン・フランシスコ・エストラーダが王座を返上したため、レギュラー王者のフランコは正規王者に認定された。
2022年12月31日、大田区の大田区総合体育館でWBO世界スーパーフライ級王者の井岡一翔と王座統一戦を行い、12回1-0の引き分けに終わり、2団体統一は達成できなかったものの、両者引き分け防衛となった。
2023年6月24日、大田区総合体育館にて、WBA世界スーパーフライ級6位の井岡一翔とダイレクトリマッチで再戦予定だったが、フランコが23日に行われた前日計量で、1回目に規定体重より3.1キロオーバー。2時間の猶予が与えられ再計量したが、200グラムしか落とすことができず55.0キロで2.9キロ体重超過したため、WBA世界スーパーフライ級王座を剥奪された。このため試合当日にも再度計量を行い58.9キロ以下という体重戻し制限に両陣営が合意して試合が行われ、フランコは12回判定負けを喫した。
2023年6月25日、試合の翌日にフランコは自身のインスタグラムで、キャリアを通じてメンタルヘルスの問題を抱え、それを隠してリングに上がっていたと明かして、現役引退を表明した。

## 獲得タイトル
- WBC世界スーパーフライ級ユースシルバー王座
- WBAインターナショナルバンタム級王座
- NABF北米バンタム級王座
- WBA世界スーパーフライ級レギュラー王座(防衛2=正規王座に認定)
- WBA世界スーパーフライ級王座(防衛1=剥奪)